# 碘酸锰
碘酸锰是一种无机化合物，化学式为Mn(IO3)2。碘酸锰在450°C分解，生成三氧化二锰。

## 制备
碘酸锰可由碘酸或碘酸锂在硝酸酸性条件下和硝酸锰反应得到。
Mn(NO3)2 + 2 LiIO3 → Mn(IO3)2 + 2 LiNO3
如果使用碘酸钠或碘酸钾，在pH<2时会生成复盐，如K2Mn(IO3)4·2H2O。